# Gullholmen (Moss)
Gullholmen est une petite île de la commune de Moss,  dans le comté d'Østfold en Norvège.

## Description
L'île de 0,26 km2 est située dans  l'Oslofjord extérieur, au sud-ouest de l'île de Jeløya. Gullholmen est le point de plus à l'est du comté d'Østfold.
L'île se compose de deux sections de collines, avec le point culminant à 19 mètres au-dessus du niveau de la mer. Le socle rocheux est un conglomérat de porphyre rhombique.

## Aire protégée
En 1989, le phare de Gullholmen a été officiellement transféré de l'Administration côtière norvégienne à la Direction norvégienne pour la gestion de la nature.
La réserve naturelle de Gullholmen prend une grande partie de la surface de l'île et une partie de la zone maritime de rivage. Créée en 2010, elle sert de zone de protection pour les oiseaux de mer pendant la période du 15 avril au 15 juillet. Le but de la protection est de préserver un îlot presque intact, ainsi que des zones maritimes adjacentes avec la vie animale et végétale naturellement associée. La zone est unique en ce sens qu'elle a une valeur particulière en tant que zone de nidification pour les oiseaux de mer et possède des valeurs géologiques.

## Galerie

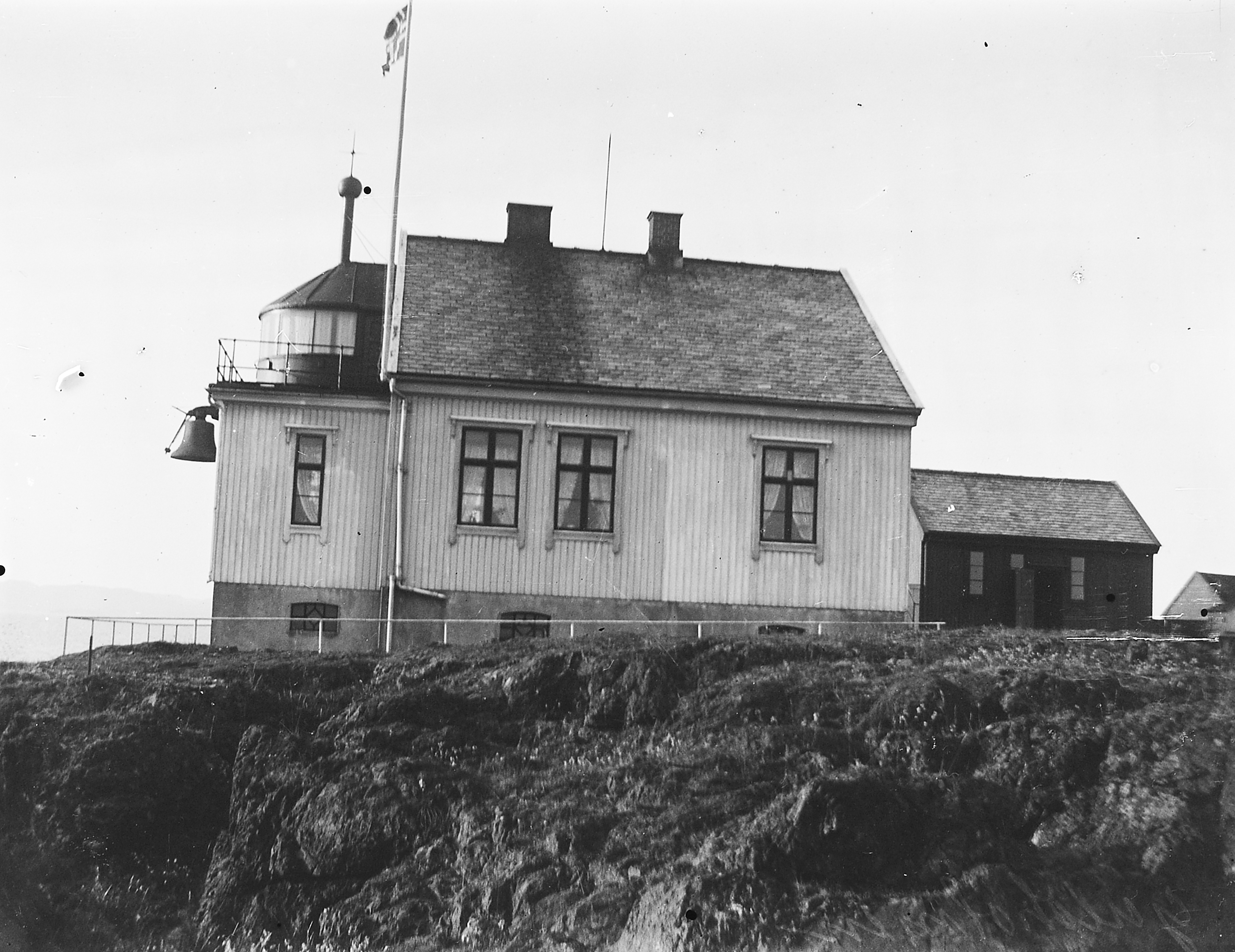
Phare de Gullholmen